# Petinosaure
El petinosaure (Peteinosaurus zambellii) va ser un dels pterosaures més petits (60 cm d'envergadura) i primerencs de la gran família dels Pterosauria (del grec, πτερος (pteros), «ala» + σαῦρος (sauros), «rèptil» o «llangardaix»). Habità el continent de Pangea (a la part on actualment és Itàlia) en el període Triàsic (durant el Norià tardà) fa uns 221-210 milions d'anys.

## Descripció
El petinosaure és un dels pterosaures més antics coneguts. Amb uns 60 centímetres d'envergadura, tenia una envergadura diminuta en comparació amb alguns gèneres posteriors, com ara el pteranòdon, la envergadura del qual sobrepassava els 6 metres. Les seves ales també eren proporcionalment més petites que les dels pterosaures posteriors, ja que la seva envergadura alar només era el doble de la longitud posterior. La resta de pterosaures coneguts tenen unes ales d'almenys almenys tres vegades la longitud dels seus membres posteriors. També tenia dents senzilles que mancaven de l'heterodòncia especialitzada present en l'altre gènere de pterosaure italià del Triàsic, l'Eudimorphodon.

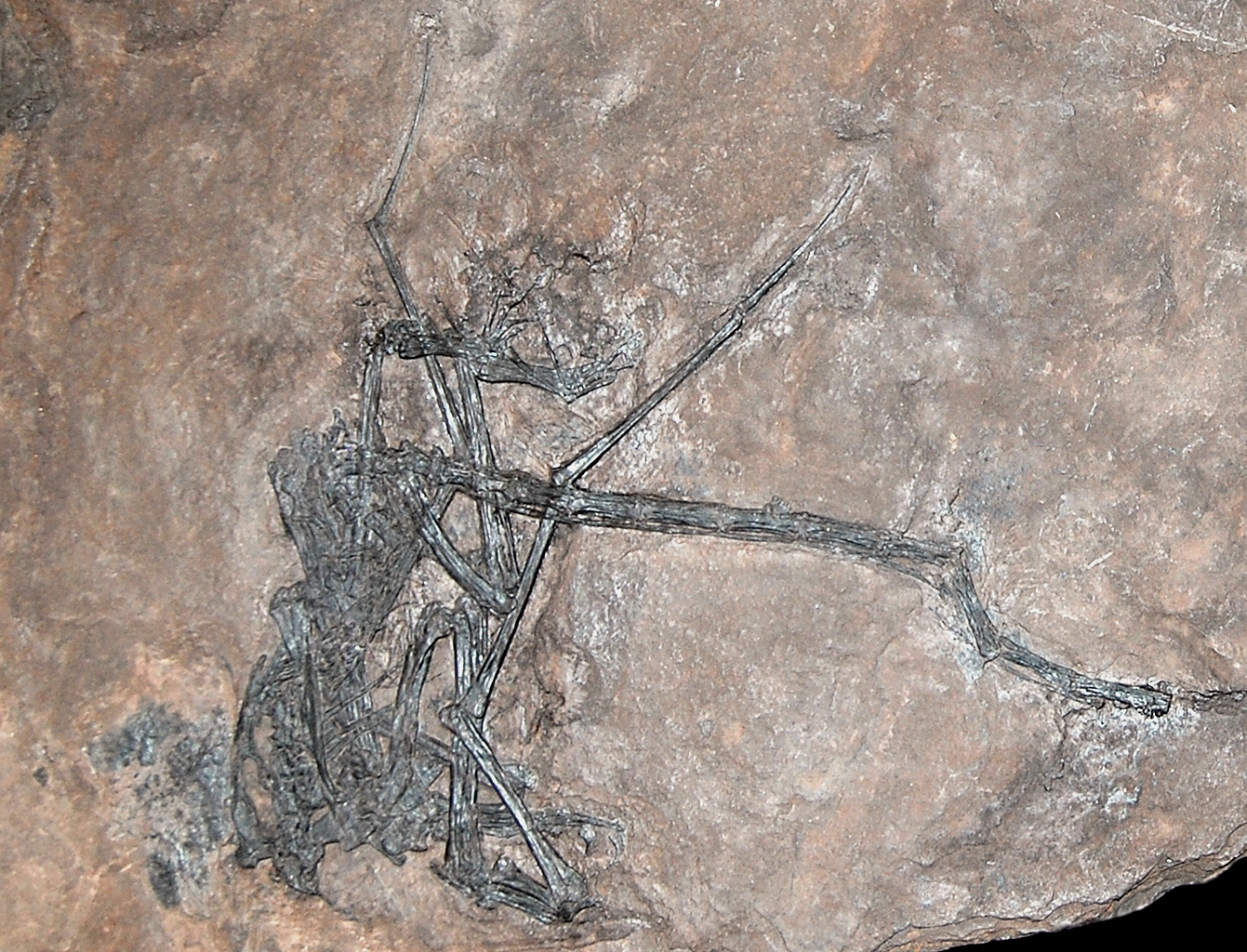
Fòssil al Museu de Ciències Naturals de Bèrgam
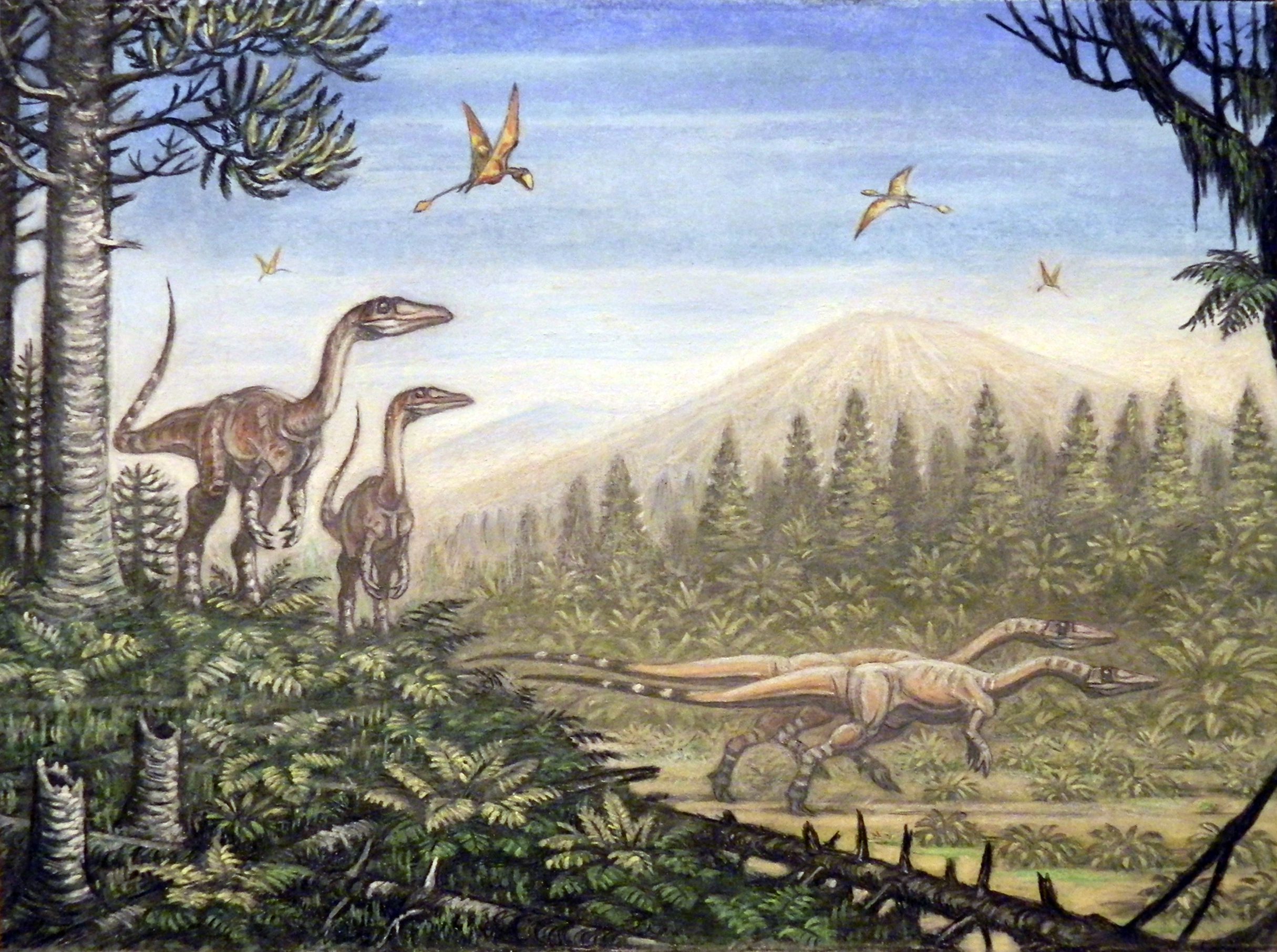
Recreació de Coelophysis i de Peteinosaurus en el seu medi

Tots aquests factors convergeixen a pensar que el Peteinosaurus pertany a un grup que possiblement representa els pterosaures més basals coneguts: els Dimorphodontidae, als quals va ser assignat el 1988 per Robert L. Carroll. L'únic altre membre conegut d'aquest grup és el gènere posterior Dimorphodon, que va prestar el seu nom a la família, incloent els dos gèneres. Tanmateix, les anàlisis cladístiques posteriors no han demostrat una estreta connexió entre les dues formes. Tot i això, la possible posició basal del Peteinosaure l'ha afirmat Fabio Marco Dalla Vecchia, que va suggerir que Preondactylus, el pterosaure més basal segons David Unwin, podria ser un sinònim més modern subjectiu de Peteinosaurus. Una anàlisi cladística del 2010 de Brian Andres i col·legues va situar el Peteinosaurus a Lonchognatha que inclou Eudimorphodon i Austriadactylus com a més basals.
Com la majoria dels pterosaures, el petinosaure tenia ossos forts però molt lleugers. El petinosaure és trimorfodòntic, amb tres tipus de dents còniques. S'ha atribuït al petinosaure un estil de vida insectívor. El cinquè dit del petinosaure era llarg i sense urpes. La seva articulació li va permetre flexionar-se en un pla diferent de les altres falanges per tal de controlar l'uropatagi, tal com es conserva a l'exemplar de PIN 2585.3 de Sordes pilosus.

## Història del seu descobriment
S'han trobat tres fòssils a prop de Cene, Itàlia:
- El primer fòssil, l'holotip MCSNB 2886, és fragmentari i desarticulat.
- El segon, el paratip articulat MCSNB 3359, no té cap característica diagnòstica del peteinosaurus i, per tant, podria ser una espècie diferent. Aquest paratip té una cua llarga (20 cm) molt rígida mitjançant llargues extensions de les vèrtebres; aquesta característica és comuna entre els pterosaures del Triàsic.
- El tercer exemple és MCSNB 3496, un altre esquelet fragmentari.

Tots els exemplars són de subadults i cap ha conservat el crani.
El gènere va ser descrit pel paleontòleg alemany Rupert Wild el 1978. L'espècie tipus és Peteinosaurus zambellii. El nom del gènere deriva del grec peteinos, «alats» i sauros, «llangardaix», aquest darrer s'utilitza per a indicar qualsevol saure. El nom específic, zambellii, fa honor a Rocco Zambelli, el comissari del Museu de Ciències Naturals de Bèrgam.

## Filogènia i classificació
La següent anàlisi filogenètica segueix la topologia d'Upchurch et al. (2015).
|  | Preondactylus buffarinii  |
|  |                           |
|  | Austriadactylus cristatus |
|  |                           |

|  | Raeticodactylus filisurensis |
|  |                              |
|  | Caviramus schesaplanensis    |
|  |                              |

|  | Arcticodactylus cromptonellus                                                      |
|  |                                                                                    |
|  | \| \| Carniadactylus rosenfeldi \| \| \| \| \| \| Eudimorphodon ranzii \| \| \| \| |
|  |                                                                                    |
|  | Carniadactylus rosenfeldi                                                          |
|  |                                                                                    |
|  | Eudimorphodon ranzii                                                               |
|  |                                                                                    |

|  | Carniadactylus rosenfeldi |
|  |                           |
|  | Eudimorphodon ranzii      |
|  |                           |

|  | Raeticodactylus filisurensis |
|  |                              |
|  | Caviramus schesaplanensis    |
|  |                              |

|  | Arcticodactylus cromptonellus                                                      |
|  |                                                                                    |
|  | \| \| Carniadactylus rosenfeldi \| \| \| \| \| \| Eudimorphodon ranzii \| \| \| \| |
|  |                                                                                    |
|  | Carniadactylus rosenfeldi                                                          |
|  |                                                                                    |
|  | Eudimorphodon ranzii                                                               |
|  |                                                                                    |

|  | Carniadactylus rosenfeldi |
|  |                           |
|  | Eudimorphodon ranzii      |
|  |                           |

|  | Raeticodactylus filisurensis |
|  |                              |
|  | Caviramus schesaplanensis    |
|  |                              |

|  | Arcticodactylus cromptonellus                                                      |
|  |                                                                                    |
|  | \| \| Carniadactylus rosenfeldi \| \| \| \| \| \| Eudimorphodon ranzii \| \| \| \| |
|  |                                                                                    |
|  | Carniadactylus rosenfeldi                                                          |
|  |                                                                                    |
|  | Eudimorphodon ranzii                                                               |
|  |                                                                                    |

|  | Carniadactylus rosenfeldi |
|  |                           |
|  | Eudimorphodon ranzii      |
|  |                           |

|  | Raeticodactylus filisurensis |
|  |                              |
|  | Caviramus schesaplanensis    |
|  |                              |

|  | Arcticodactylus cromptonellus                                                      |
|  |                                                                                    |
|  | \| \| Carniadactylus rosenfeldi \| \| \| \| \| \| Eudimorphodon ranzii \| \| \| \| |
|  |                                                                                    |
|  | Carniadactylus rosenfeldi                                                          |
|  |                                                                                    |
|  | Eudimorphodon ranzii                                                               |
|  |                                                                                    |

|  | Carniadactylus rosenfeldi |
|  |                           |
|  | Eudimorphodon ranzii      |
|  |                           |

|  | Preondactylus buffarinii  |
|  |                           |
|  | Austriadactylus cristatus |
|  |                           |

|  | Raeticodactylus filisurensis |
|  |                              |
|  | Caviramus schesaplanensis    |
|  |                              |

|  | Arcticodactylus cromptonellus                                                      |
|  |                                                                                    |
|  | \| \| Carniadactylus rosenfeldi \| \| \| \| \| \| Eudimorphodon ranzii \| \| \| \| |
|  |                                                                                    |
|  | Carniadactylus rosenfeldi                                                          |
|  |                                                                                    |
|  | Eudimorphodon ranzii                                                               |
|  |                                                                                    |

|  | Carniadactylus rosenfeldi |
|  |                           |
|  | Eudimorphodon ranzii      |
|  |                           |

|  | Raeticodactylus filisurensis |
|  |                              |
|  | Caviramus schesaplanensis    |
|  |                              |

|  | Arcticodactylus cromptonellus                                                      |
|  |                                                                                    |
|  | \| \| Carniadactylus rosenfeldi \| \| \| \| \| \| Eudimorphodon ranzii \| \| \| \| |
|  |                                                                                    |
|  | Carniadactylus rosenfeldi                                                          |
|  |                                                                                    |
|  | Eudimorphodon ranzii                                                               |
|  |                                                                                    |

|  | Carniadactylus rosenfeldi |
|  |                           |
|  | Eudimorphodon ranzii      |
|  |                           |

|  | Raeticodactylus filisurensis |
|  |                              |
|  | Caviramus schesaplanensis    |
|  |                              |

|  | Arcticodactylus cromptonellus                                                      |
|  |                                                                                    |
|  | \| \| Carniadactylus rosenfeldi \| \| \| \| \| \| Eudimorphodon ranzii \| \| \| \| |
|  |                                                                                    |
|  | Carniadactylus rosenfeldi                                                          |
|  |                                                                                    |
|  | Eudimorphodon ranzii                                                               |
|  |                                                                                    |

|  | Carniadactylus rosenfeldi |
|  |                           |
|  | Eudimorphodon ranzii      |
|  |                           |

|  | Raeticodactylus filisurensis |
|  |                              |
|  | Caviramus schesaplanensis    |
|  |                              |

|  | Arcticodactylus cromptonellus                                                      |
|  |                                                                                    |
|  | \| \| Carniadactylus rosenfeldi \| \| \| \| \| \| Eudimorphodon ranzii \| \| \| \| |
|  |                                                                                    |
|  | Carniadactylus rosenfeldi                                                          |
|  |                                                                                    |
|  | Eudimorphodon ranzii                                                               |
|  |                                                                                    |

|  | Carniadactylus rosenfeldi |
|  |                           |
|  | Eudimorphodon ranzii      |
|  |                           |

Tanmateix, Mark P. Witton considera que el petinosaure és un veritable dimorfodòntid.